# Selección de fútbol sala de Kirguistán
La Selección de fútbol sala de Kirguistán es el equipo que representa al país en la Copa Mundial de fútbol sala de la FIFA, en el Campeonato Asiático de Futsal y en Futsal en los Juegos Asiáticos y de Artes Marciales Bajo Techo; y es controlado por la Federación de Fútbol de la República Kirguisa.

## Estadísticas

### Copa Mundial de Futsal FIFA
| Copa Mundial de fútbol sala de la FIFA | Copa Mundial de fútbol sala de la FIFA | Copa Mundial de fútbol sala de la FIFA | Copa Mundial de fútbol sala de la FIFA | Copa Mundial de fútbol sala de la FIFA | Copa Mundial de fútbol sala de la FIFA | Copa Mundial de fútbol sala de la FIFA | Copa Mundial de fútbol sala de la FIFA |
| Año                                    | Ronda                                  | J                                      | G                                      | E                                      | P                                      | GF                                     | GC                                     |
| -------------------------------------- | -------------------------------------- | -------------------------------------- | -------------------------------------- | -------------------------------------- | -------------------------------------- | -------------------------------------- | -------------------------------------- |
| 1989 - 2000                            | No participó                           | No participó                           | No participó                           | No participó                           | No participó                           | No participó                           | No participó                           |
| 2004                                   | No clasificó                           | No clasificó                           | No clasificó                           | No clasificó                           | No clasificó                           | No clasificó                           | No clasificó                           |
| 2008                                   | No clasificó                           | No clasificó                           | No clasificó                           | No clasificó                           | No clasificó                           | No clasificó                           | No clasificó                           |
| 2012                                   | No clasificó                           | No clasificó                           | No clasificó                           | No clasificó                           | No clasificó                           | No clasificó                           | No clasificó                           |
| 2016                                   | No clasificó                           | No clasificó                           | No clasificó                           | No clasificó                           | No clasificó                           | No clasificó                           | No clasificó                           |
| 2021                                   | No clasificó                           | No clasificó                           | No clasificó                           | No clasificó                           | No clasificó                           | No clasificó                           | No clasificó                           |
| 2024                                   | No clasificó                           | No clasificó                           | No clasificó                           | No clasificó                           | No clasificó                           | No clasificó                           | No clasificó                           |
| Total                                  | 0/10                                   | -                                      | -                                      | -                                      | -                                      | -                                      | -                                      |

### Copa Asiática de Futsal de la AFC
| Copa Asiática de Futsal de la AFC | Copa Asiática de Futsal de la AFC | Copa Asiática de Futsal de la AFC | Copa Asiática de Futsal de la AFC | Copa Asiática de Futsal de la AFC | Copa Asiática de Futsal de la AFC | Copa Asiática de Futsal de la AFC | Copa Asiática de Futsal de la AFC |
| Año                               | Ronda                             | J                                 | G                                 | E                                 | P                                 | GF                                | GC                                |
| --------------------------------- | --------------------------------- | --------------------------------- | --------------------------------- | --------------------------------- | --------------------------------- | --------------------------------- | --------------------------------- |
| 1999                              | Fase de grupos                    | 4                                 | 1                                 | 1                                 | 2                                 | 18                                | 45                                |
| 2000                              | Fase de grupos                    | 4                                 | 1                                 | 0                                 | 3                                 | 13                                | 34                                |
| 2001                              | Fase de grupos                    | 3                                 | 1                                 | 1                                 | 1                                 | 13                                | 16                                |
| 2002                              | Cuartos de final                  | 5                                 | 1                                 | 2                                 | 2                                 | 14                                | 17                                |
| 2003                              | Cuartos de final                  | 4                                 | 2                                 | 0                                 | 2                                 | 16                                | 18                                |
| 2004                              | Fase de grupos                    | 4                                 | 2                                 | 1                                 | 1                                 | 15                                | 7                                 |
| 2005                              | Semifinales                       | 7                                 | 5                                 | 0                                 | 2                                 | 23                                | 12                                |
| 2006                              | Cuarto lugar                      | 5                                 | 3                                 | 0                                 | 2                                 | 19                                | 13                                |
| 2007                              | Cuarto lugar                      | 6                                 | 3                                 | 1                                 | 2                                 | 20                                | 15                                |
| 2008                              | Cuartos de final                  | 4                                 | 2                                 | 0                                 | 2                                 | 14                                | 8                                 |
| 2010                              | Cuartos de final                  | 4                                 | 1                                 | 1                                 | 2                                 | 10                                | 14                                |
| 2012                              | Cuartos de final                  | 4                                 | 2                                 | 0                                 | 2                                 | 5                                 | 5                                 |
| 2014                              | Fase de grupos                    | 3                                 | 1                                 | 1                                 | 1                                 | 6                                 | 7                                 |
| 2016                              | Sexto lugar                       | 6                                 | 2                                 | 1                                 | 3                                 | 15                                | 20                                |
| 2018                              | Fase de grupos                    | 3                                 | 1                                 | 1                                 | 1                                 | 6                                 | 11                                |
| 2022                              | No clasificó                      | No clasificó                      | No clasificó                      | No clasificó                      | No clasificó                      | No clasificó                      | No clasificó                      |
| 2024                              | Sexto lugar                       | 6                                 | 2                                 | 2                                 | 2                                 | 17                                | 22                                |
| Total                             | 16/17                             | 72                                | 30                                | 12                                | 30                                | 224                               | 264                               |

### Juegos Asiáticos Bajo Techo
| Futsal en los Juegos Asiáticos Bajo Techo | Futsal en los Juegos Asiáticos Bajo Techo | Futsal en los Juegos Asiáticos Bajo Techo | Futsal en los Juegos Asiáticos Bajo Techo | Futsal en los Juegos Asiáticos Bajo Techo | Futsal en los Juegos Asiáticos Bajo Techo | Futsal en los Juegos Asiáticos Bajo Techo | Futsal en los Juegos Asiáticos Bajo Techo | Futsal en los Juegos Asiáticos Bajo Techo |
| Año                                       | Ronda                                     | J                                         | G                                         | E                                         | P                                         | GF                                        | GC                                        | DIF                                       |
| ----------------------------------------- | ----------------------------------------- | ----------------------------------------- | ----------------------------------------- | ----------------------------------------- | ----------------------------------------- | ----------------------------------------- | ----------------------------------------- | ----------------------------------------- |
| 2005                                      | Cuartos de final                          | 3                                         | 2                                         | 0                                         | 1                                         | 12                                        | 7                                         | +5                                        |
| 2007                                      | Fase de grupos                            | 3                                         | 0                                         | 0                                         | 3                                         | 3                                         | 13                                        | -10                                       |
| 2009                                      | No participó                              | No participó                              | No participó                              | No participó                              | No participó                              | No participó                              | No participó                              | No participó                              |
| 2013                                      | No participó                              | No participó                              | No participó                              | No participó                              | No participó                              | No participó                              | No participó                              | No participó                              |
| 2017                                      | Fase de grupos                            | 3                                         | 1                                         | 0                                         | 2                                         | 5                                         | 19                                        | -14                                       |
| Total                                     | 3/5                                       | 10                                        | 3                                         | 0                                         | 7                                         | 25                                        | 51                                        | -26                                       |

## Récord ante otras selecciones
| Rival          | J  | G  | E  | P  | GF  | GC  | GD  |
| -------------- | -- | -- | -- | -- | --- | --- | --- |
| Afganistán     | 2  | 1  | 1  | 0  | 10  | 5   | +5  |
| Australia      | 1  | 1  | 0  | 0  | 9   | 7   | +2  |
| China          | 3  | 2  | 0  | 1  | 16  | 7   | +9  |
| China Taipéi   | 2  | 2  | 0  | 0  | 7   | 2   | +5  |
| Guam           | 1  | 1  | 0  | 0  | 14  | 0   | +14 |
| Hong Kong      | 1  | 1  | 0  | 0  | 5   | 0   | +5  |
| Indonesia      | 3  | 1  | 1  | 1  | 10  | 7   | +3  |
| Irán           | 8  | 0  | 0  | 8  | 8   | 79  | –71 |
| Irak           | 3  | 2  | 1  | 0  | 15  | 5   | +10 |
| Japón          | 10 | 1  | 0  | 9  | 11  | 32  | –21 |
| Kazajistán     | 2  | 0  | 0  | 2  | 3   | 8   | −5  |
| Kuwait         | 3  | 2  | 1  | 0  | 8   | 3   | +5  |
| Líbano         | 6  | 2  | 3  | 1  | 20  | 14  | +6  |
| Macao          | 2  | 2  | 0  | 0  | 13  | 4   | +9  |
| Malasia        | 1  | 1  | 0  | 0  | 5   | 0   | +5  |
| Catar          | 1  | 1  | 0  | 0  | 5   | 2   | +3  |
| Arabia Saudita | 2  | 1  | 0  | 1  | 8   | 14  | –6  |
| Singapur       | 1  | 1  | 0  | 0  | 9   | 5   | +4  |
| Corea del Sur  | 5  | 2  | 2  | 1  | 18  | 18  | 0   |
| Tayikistán     | 5  | 4  | 0  | 1  | 20  | 14  | +6  |
| Tailandia      | 7  | 1  | 0  | 6  | 18  | 38  | −20 |
| Turkmenistán   | 5  | 2  | 3  | 0  | 14  | 7   | +7  |
| UAE            | 1  | 1  | 0  | 0  | 3   | 1   | +2  |
| Uzbekistán     | 14 | 1  | 2  | 11 | 31  | 64  | −33 |
| Vietnam        | 2  | 2  | 0  | 0  | 8   | 3   | +5  |
| Total          | 93 | 35 | 15 | 43 | 288 | 341 | −53 |